# Donżon w Le Crozet
Donżon w Le Crozet (fr. Donjon (restes) au Crozet) – wzniesiony w XV wieku. Od 16 stycznia 1939 roku posiada status monument historique, w kategorii classé (zabytek o znaczeniu krajowym).

## Lokalizacja
Donżon zlokalizowany jest przy 178 Impasse de la Poterne w miejscowości Le Crozet, w departamencie Loara, w regionie Owernia-Rodan-Alpy.

## Historia
Pierwszy donżon powstał w XII wieku, został przebudowany w XV wieku. Pozostałości zamku zostały wyburzone a na ich miejscu wybudowano kościół.

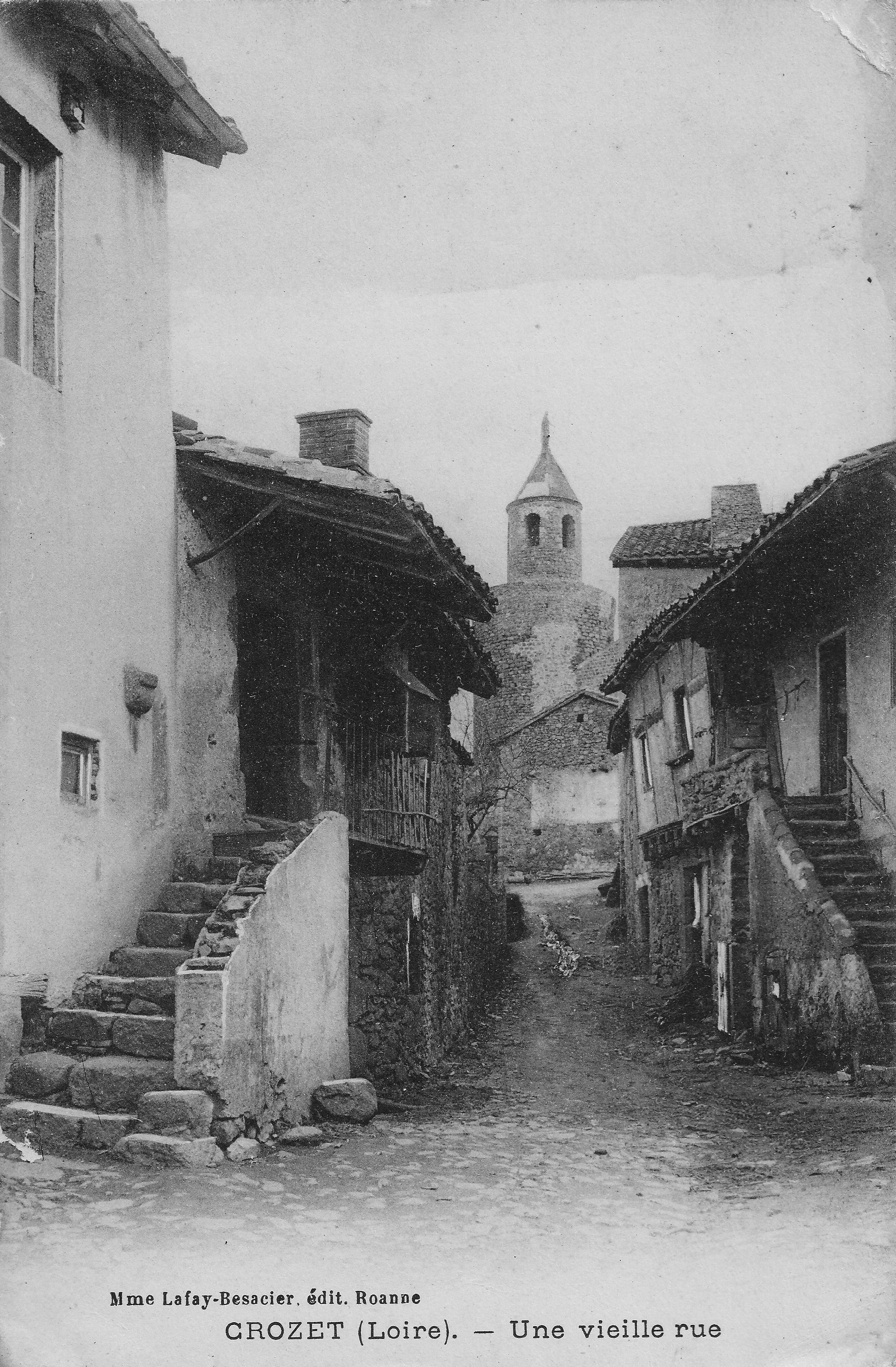
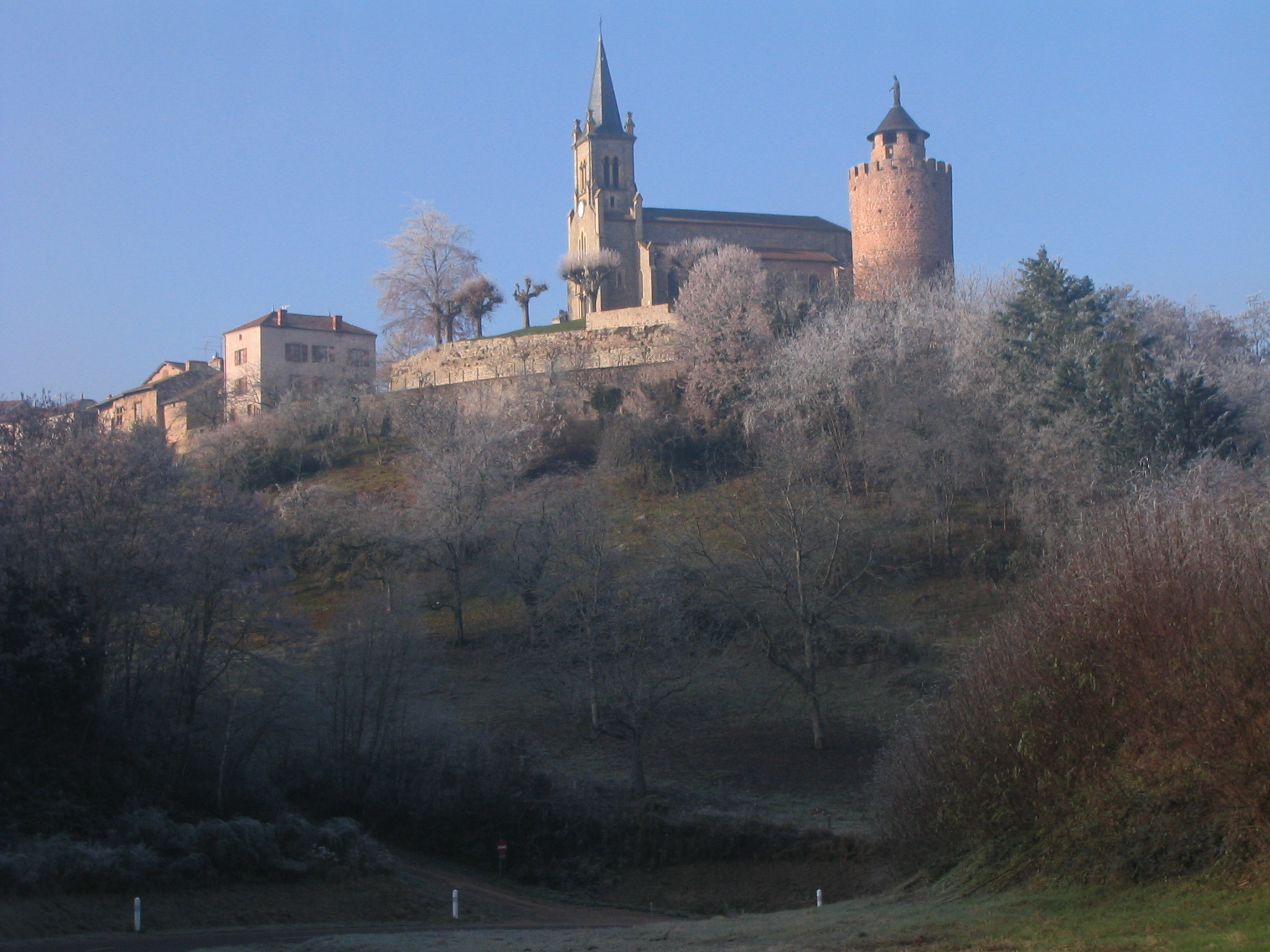
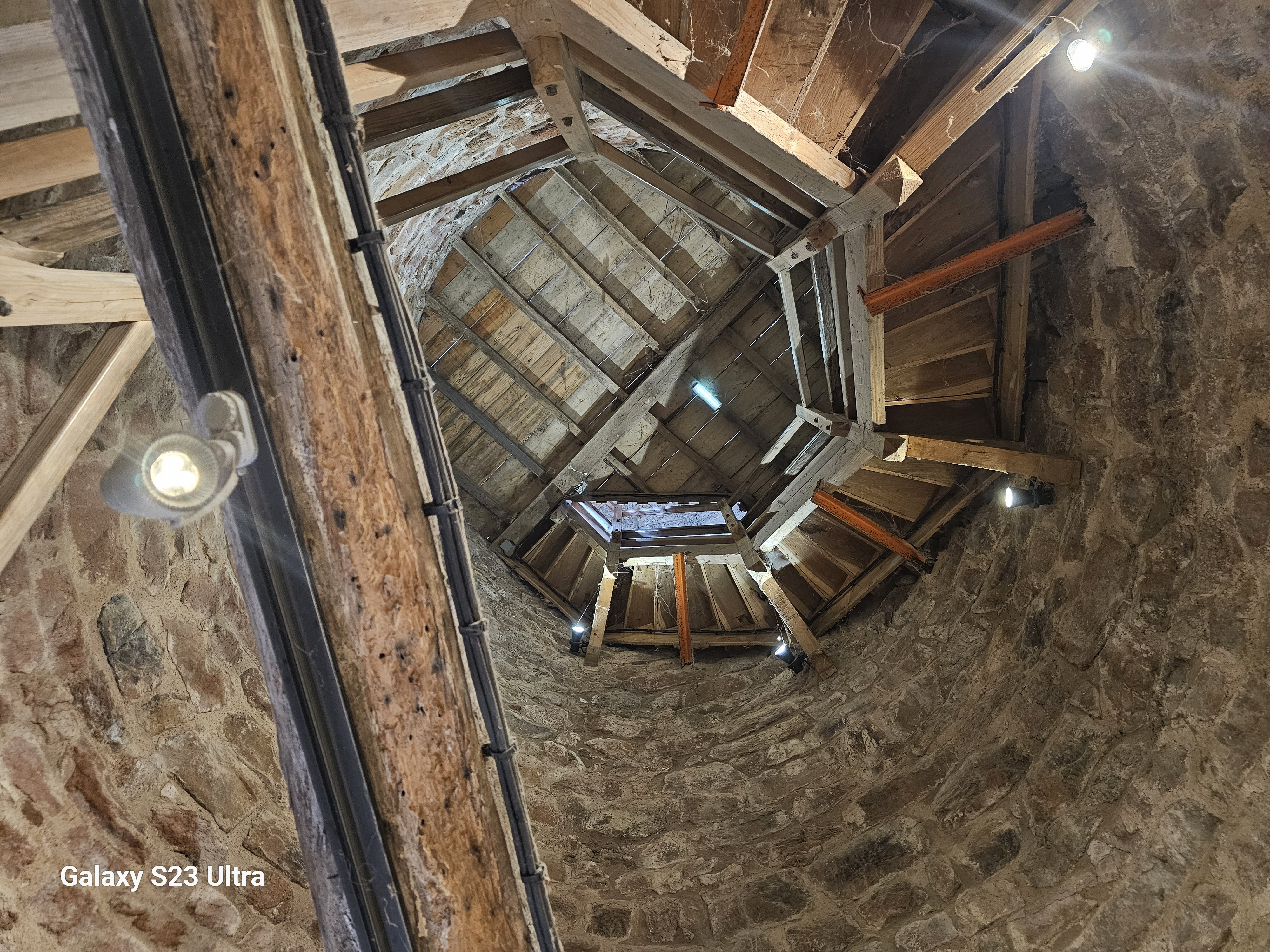